# Luigina Bissoli
Luigina Bissoli, née le 21 janvier 1956 à Vigonza, est une coureuse cycliste italienne.

## Palmarès
- 1975
  -  Championne d'Italie sur route
- 1976
  - 2e du championnat du monde de poursuite
  - 2e du championnat du monde sur route
- 1977
  -  Championne d'Italie sur route
- 1978
  - 3e du championnat du monde de poursuite
- 1979
  - 3e du championnat du monde de poursuite